# Nøgletal
 For alternative betydninger, se KPI.
Nøgletal eller KPI  (KPI er en forkortelse af engelsk key performance indicator) og bliver brugt om mål for, hvordan en virksomhed klarer sig.